# スザンヌ・モロー
スザンヌ・モロー（Suzanne Morrow、1930年12月14日 - 2006年6月11日）は、カナダ・トロント出身の女性フィギュアスケート選手。1948年サンモリッツオリンピックペア銅メダリスト。パートナーはウォーリス・ディーステルマイヤー。

## 経歴
- 女子シングルとペアで主に活動し、双方で頭角を現した。ジュニア時代にはノリス・ボーデンとペアを組み1945年カナダジュニア選手権で優勝、翌1946年には女子シングルでカナダジュニア選手権優勝、カナダフィギュアスケート選手権ではペアで2位に輝く。
- 1946年以降はウォーリス・ディーステルマイヤーと組み、1947年、1948年カナダフィギュアスケート選手権のペアで優勝。1948年にはアイスダンスでも優勝を果たす。
- 1948年サンモリッツオリンピックペアで銅メダルを獲得、女子シングルでは14位となった。その後女子シングルに専念。
- 1952年オスロオリンピックの女子シングルに出場し、6位。
- 競技から退いた後、ジャッジとして活躍。2006年6月11日、死去。

## 主な戦績

### 女子シングル
| 大会/年      | 1946-47 | 1947-48 | 1948-49 | 1949-50 | 1950-51 | 1951-52 | 1952-53 |
| ------------ | ------- | ------- | ------- | ------- | ------- | ------- | ------- |
| オリンピック |         | 14      |         |         |         | 6       |         |
| 世界選手権   |         | 13      |         | 4       | 4       | 4       | 5       |
| カナダ選手権 | 3       |         | 1       | 1       | 1       |         |         |

### ペア
| 大会/年      | 1946-47 | 1947-48 |
| ------------ | ------- | ------- |
| オリンピック |         | 3       |
| 世界選手権   |         | 3       |
| カナダ選手権 | 1       | 1       |

戦績はウォーリス・ディーステルマイヤーと組んで以降。